# John Doe

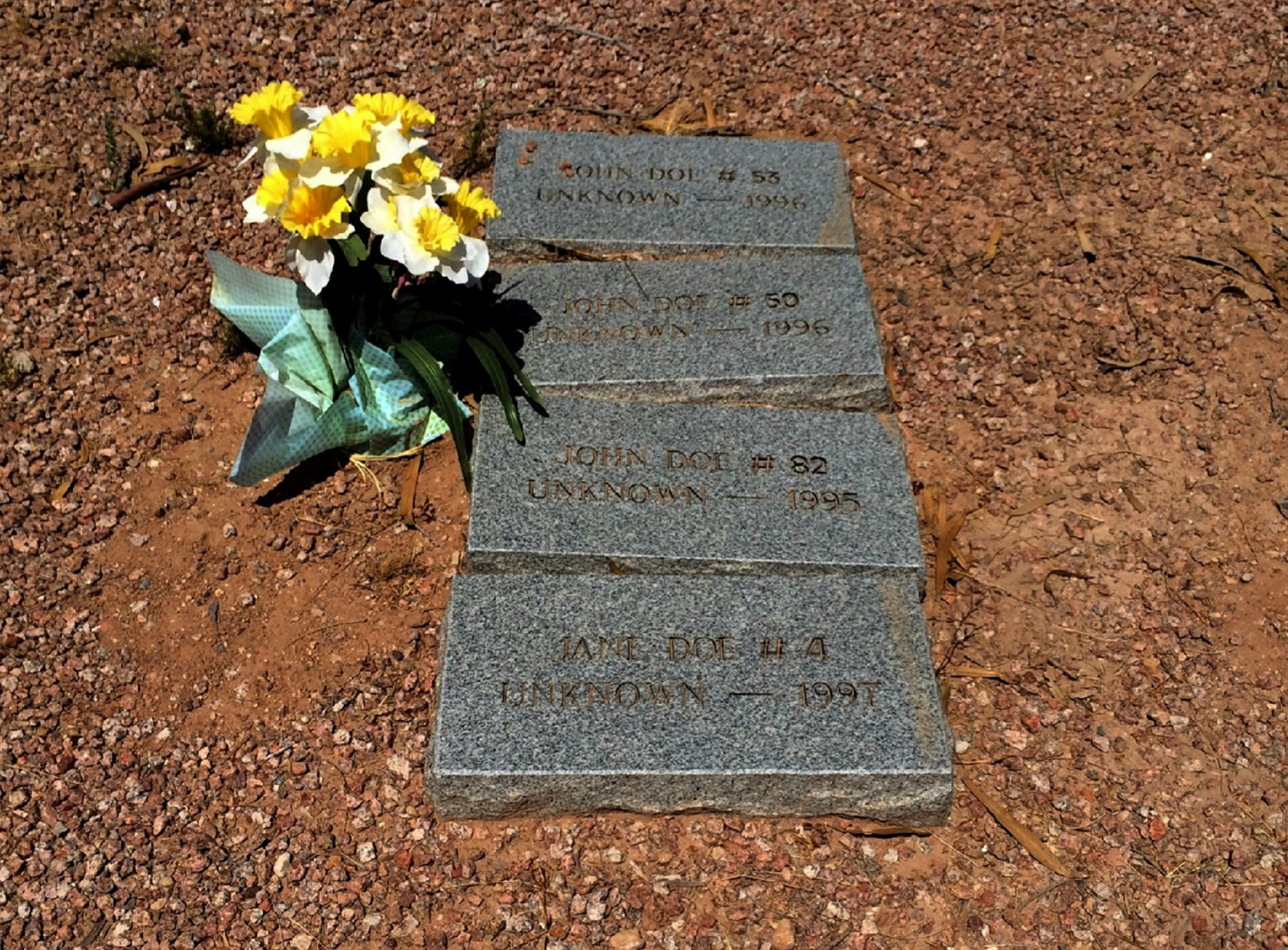
Čtyři náhrobky, čtyřem neznámý lidem označeným zástupným jménem John Doe a Jane Doe na hřbitově v Pima County v Arizoně

John Doe (mužský rod) a Jane Doe (ženský rod) jsou vícenásobně užívaná zástupná jména, která se ve Spojených státech používají v případech, kdy skutečné jméno osoby není známo nebo je záměrně utajováno. V kontextu prosazování práva ve Spojených státech se tato jména často používají k označení mrtvoly, jejíž totožnost není známa nebo není potvrzena. Tato jména se také často používají k označení hypotetického „všedního člověka” (everyman) v jiných kontextech, podobně jako John Q. Public, Average Joe nebo „Joe Public”. Existuje mnoho variant zástupných jmen, včetně John Roe, Richard Roe, Jane Roe, Baby Doe a Janie Doe/Johnny Doe (pro děti).

### Související stránky
- Jan Novák – česká varianta zastupného jména